# Science Fiction and Fantasy Writers of America
Science Fiction and Fantasy Writers of America sau SFWA este o organizație nord-americană a scriitorilor fondată în 1965 de către Damon Knight. S-a folosit acronimul SFWA, după ce o scurtă perioada s-a preferat prescurtarea SFFWA.
SFWA administrează câteva fundații de binefacere, ca de exemplu Emergency Medical Fund, Legal Fund sau Literacy Fund, care au ca scop încurajarea lecturii literaturii științifico-fantastice dar și a literaturii în general. Forumurile online de discuții, cataloagele de membri și convențiile SF private îi ajută pe membrii săi să țină legătura între ei și să fie la curent cu ultimele noutăți din domeniu.

## Premii acordate
Începând cu anul înființării, membrii SFWA selectează câștigătorii premiului Nebula în fiecare an, dar acordă și alte premii: Premiul Andre Norton, Premiul Bradbury etc.

## Președinți
- Damon Knight (1965-1967)
- Robert Silverberg (1967-1968)
- Alan E. Nourse (1968-1969)
- Gordon R. Dickson (1969-1971)
- James E. Gunn (1971-1972)
- Poul Anderson (1972-1973)
- Jerry Pournelle (1973-1974)
- Frederik Pohl (1974-1976)
- Andrew J. Offutt (1976-1978)
- Jack Williamson (1978-1980)
- Norman Spinrad (1980-1982)
- Marta Randall (1982-1984)
- Charles Sheffield (1984-1986)
- Jane Yolen (1986-1988)
- Greg Bear (1988-1990)
- Ben Bova (1990-1992)
- Joe Haldeman (1992-1994)
- Barbara Hambly (1994-1996)
- Michael Capobianco (1996-1998)
- Robert J. Sawyer (1998)
- Paul Levinson (1998-2001)
- Norman Spinrad (2001-2002)
- Sharon Lee (2002-2003)
- Catherine Asaro (2003-2005)
- Robin Wayne Bailey (2005-2007)
- Michael Capobianco (2007-2008)
- Russell Davis (2008-2010)
- John Scalzi (2010-2013)
- Steven Gould (2013–2015)
- Cat Rambo (2015–2019)
- Mary Robinette Kowal (2019-2020)